# Renaissance lublinoise
Le mouvement de la Renaissance lublinoise était un style architectural développé dans la région de Lublin, en Pologne, à la fin du XVIe siècle.

## Histoire
C'est à la fin du XVIe siècle que les premières formes pleinement développées de l'architecture de la Renaissance sont importées dans la région de Lublin. Le début du siècle suivant voit une augmentation considérable du nombre d'édifices religieux bâtis dans ce style — ce en raison de la grande richesse créée par la région de Lublin, l'un des plus importants exportateurs de céréales vers l'Europe occidentale. La majorité des églises ont été érigées par des architectes d'origine italienne qui ont ainsi créé un style local connu sous le nom de Renaissance lublinoise.
Les églises construites dans ce style se caractérisent par un aspect sans bas-côtés avec un presbytère plus grand que d'habitude, qui se termine en demi-cercle, ainsi qu'une voûte en berceau. Leurs caractéristiques distinctives sont les pignons richement ornés et la décoration en stuc de l'intérieur. Le style de a Renaissance lublinoise caractérise notamment les églises de Lublin, Końskowola et Kazimierz Dolny.
Les maisons de cette époque se distinguent également par une très riche ornementation des façades, en particulier des hauts greniers des maisons de plusieurs villes et villages de la région. Les meilleurs exemples en sont les maisons Przybyłów et Celejowska, également situées à Kazimierz Dolny.

## Galerie

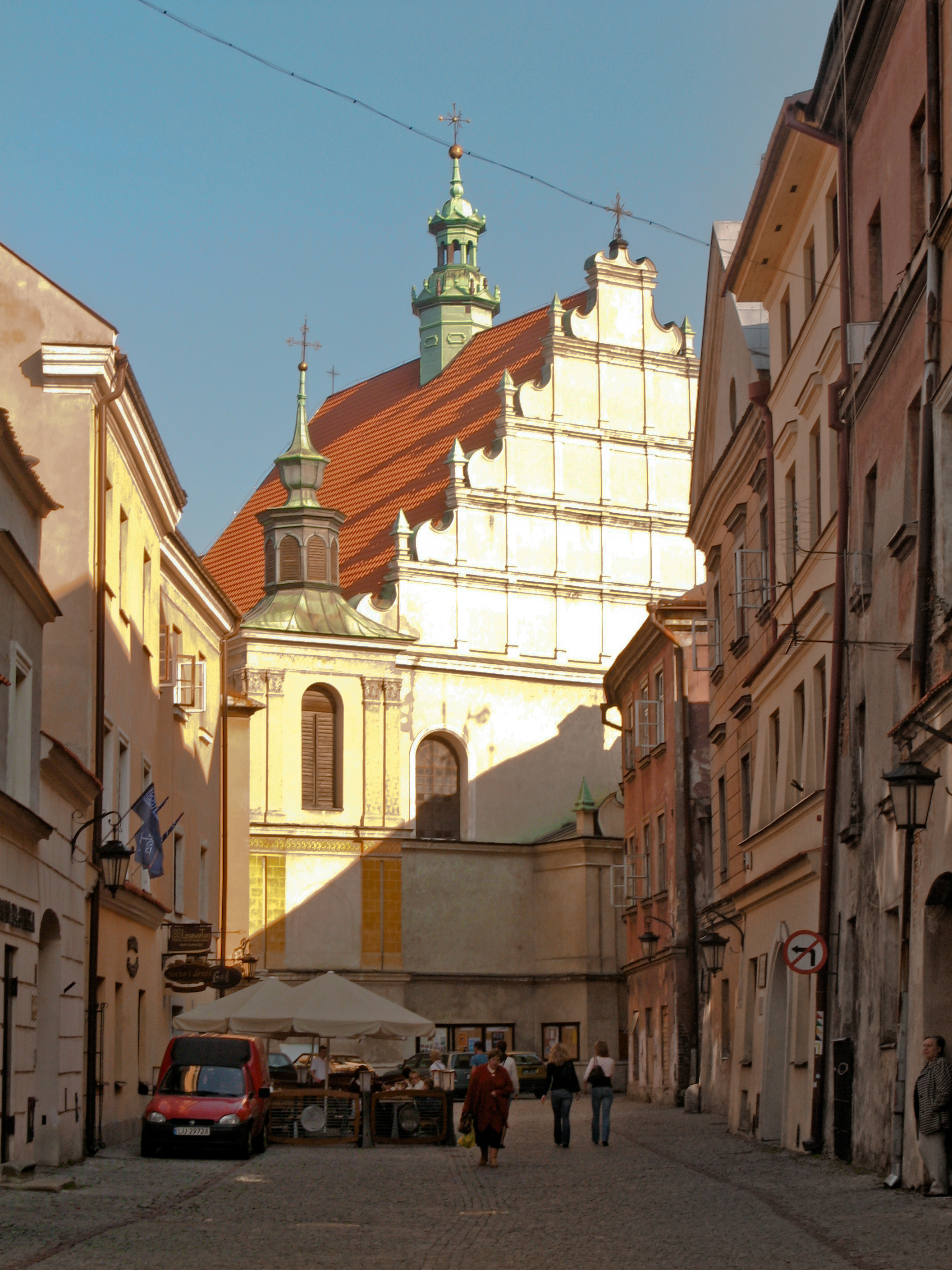
Basilique des Frères Dominicains dans la vieille ville de Lublin.
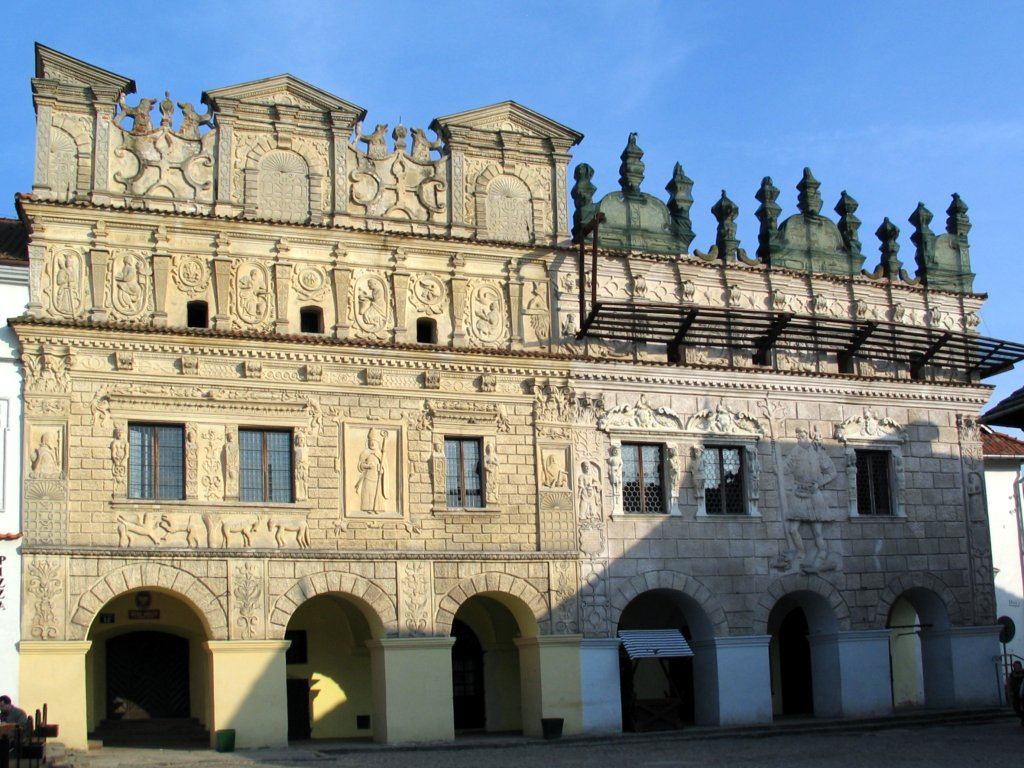
Immeubles d'habitation à Kazimierz Dolny.
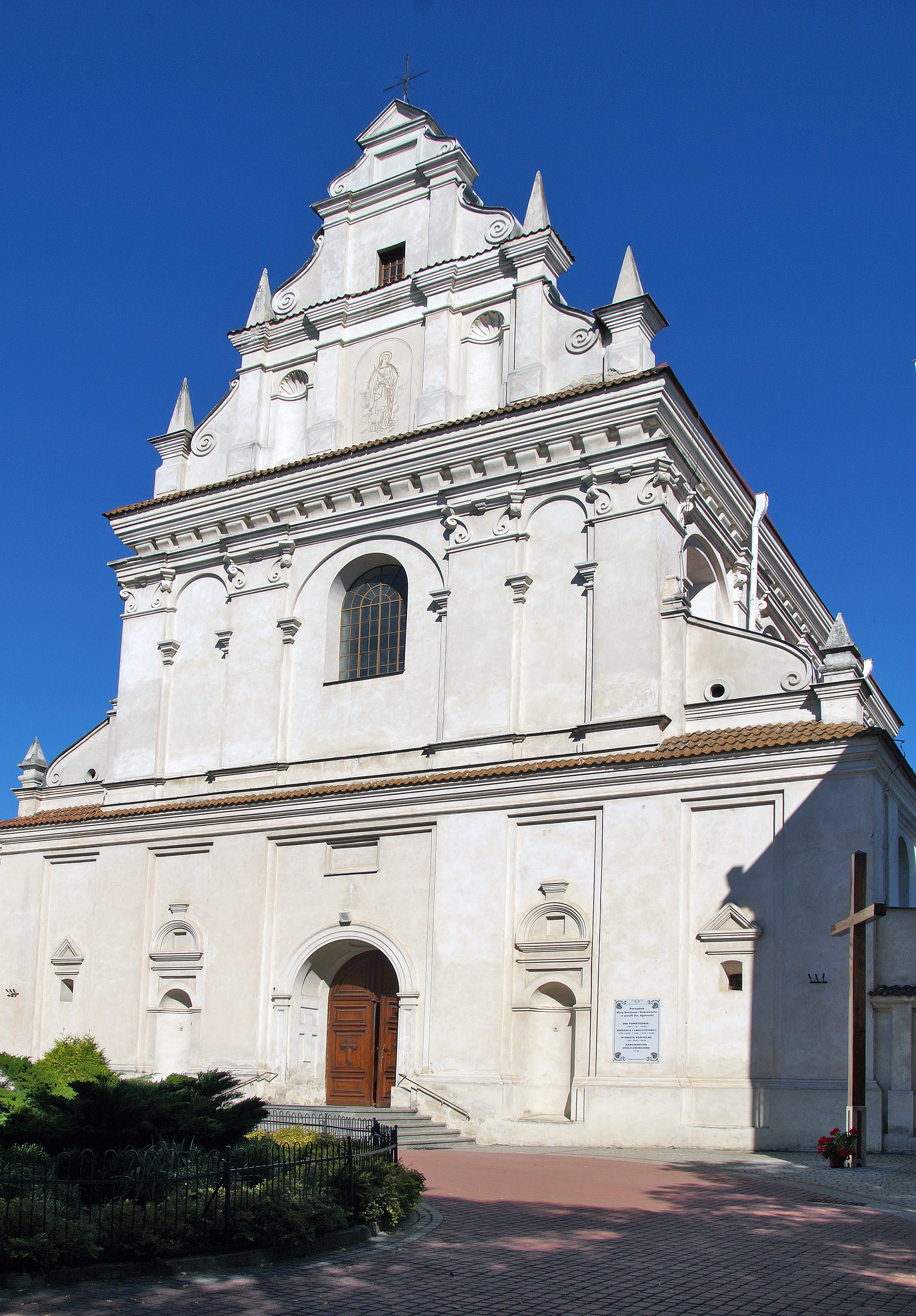
Église Sainte-Agnès de Lublin.